# La Meilleure Part des hommes
La Meilleure Part des hommes est un roman de Tristan Garcia publié le 25 août 2008 aux éditions Gallimard et ayant reçu le prix de Flore la même année. L’auteur le présente comme un roman d’idées, une fable morale sur le passé proche, une tentative d’appréhender autrement le temps collectif.

## Résumé
Le récit se déroule à la fin du XXe siècle, période de fin des idéologies, de dépolitisation, et relate l'affrontement entre deux personnalités du milieu homosexuel, après les années SIDA. Les personnages principaux, Dominique Rossi et William Miller, sont partiellement inspirés de Didier Lestrade et Guillaume Dustan. Un autre personnage, Jean-Michel Leibowitz, présente des points communs avec Alain Finkielkraut. L'auteur ne considère cependant pas son ouvrage comme un roman à clef et précise que si ses protagonistes présentent des points communs avec des personnages réels, ils ne sont cependant pas censés les représenter exactement.

## Réception critique
Télérama évoque « une fresque brillante et cultivée », Lire une « saga très réussie » malgré « un style "surécrit", une légère tendance à la caricature et à la démonstration » et Les Inrockuptibles « un roman d'une maîtrise et d'une maturité impressionnante ». Quelques personnalités tempéreront cet enthousiasme, comme Pierre Assouline qui déclarera : « Il n'y a pas de phénomène, n'exagérons rien. Il y a de très bonnes critiques, certainement justifiées pour un jeune auteur qui a une maîtrise impressionnante de son talent, associée au fait qu'il s'agit malheureusement, aussi, d'un roman à clés, c'est-à-dire d'une défaite de l'imaginaire. Et que les clés en question concernent des personnalités parisiennes, la mouvance gay ou le clergé intellectuel, ce qui n'est pas sans rapport avec le bouche-à-oreille dont bénéficie ce livre. ». Le Point accueille favorablement le roman, malgré de petites réserves : « entre ambition et prétention la frontière est mince, mais si Garcia bascule, parfois, c'est du bon côté, celui de la sincérité et de l'instinct ». Libération se montre en revanche beaucoup réservé sur le livre, évoquant le « kitsch » de ce « conte démonstratif », dans lequel l'auteur « restitue d'abord très mal, puis très bien » les années sida. Didier Lestrade principal intéressé, écrit quant à lui dans son blogue qu'il trouve l'ouvrage « crade »  et que Tristan Garcia est « un ver de terre ». Il déplore que ce  « bouquin »  ait obtenu le prix de Flore et accuse Fréderic Beigbeder qui fut son ami et celui de Guillaume Dustan  de le poignarder dans le dos.

## Adaptation
En mars 2012, le roman est adapté et mis en scène par Pauline Bureau au Théâtre de la Tempête à Paris.